# Wyeomyia rorotai
Wyeomyia rorotai är en tvåvingeart som beskrevs av Georges Senevet och Chabelard 1942. Wyeomyia rorotai ingår i släktet Wyeomyia och familjen stickmyggor.
Artens utbredningsområde är Franska Guyana. Inga underarter finns listade i Catalogue of Life.